# 32200 Seiicyoshida
32200 Seiicyoshida este un asteroid din centura principală de asteroizi.

## Descriere
32200 Seiicyoshida este un asteroid din centura principală de asteroizi. A fost descoperit pe 28 iulie 2000 la Dynic de Yasukazu Ikari. Asteroidul prezintă o orbită caracterizată de o semiaxă mare de 3,15 ua, o excentricitate de 0,21 și o înclinație de 15,0° în raport cu ecliptica.